# Piękność z Loulan
Piękność z Loulan – mumia odkryta w pobliżu starożytnego miasta Loulan. Liczy około 4 tysiące lat i jest jedną z najstarszych mumii. Jej futrzane mokasyny, wełniany kaptur i taca do odsiewania ziarna (leżąca przy jej prawym ramieniu) sugerują, że żyła w osiadłej, rolniczej społeczności.